# Timen
Timen (kinesiska: 梯门乡, 梯门) är en socken i Kina. Den ligger i provinsen Shandong, i den östra delen av landet, omkring 89 kilometer sydväst om provinshuvudstaden Jinan.
Genomsnittlig årsnederbörd är 667 millimeter. Den regnigaste månaden är juli, med i genomsnitt 208 mm nederbörd, och den torraste är januari, med 2 mm nederbörd.